# علي دودو
علي دودو لاعب كرة قدم جزائري ولد في 5 يناير 1927 بعنابة
بدأ مسيرته الكروية كحارس مرمى لحمراء عنابة من سنة 1945 إلى 1956. التحق في سنة 1958 بفريق جبهة التحرير الوطني لكرة القدم واستمر معه إلى غاية استقلال الجزائر في 1962. بعدها عاد دودو لفريقه حمراء عنابة والذي نال معه في سنة 1964 البطولة الجزائرية لكرة القدم. في سنة 1968 قرر دودو التوقف عن اللعب وتحول إلى مدرب.

## مشواره

### في النوادي
- 1945-1958 : حمراء عنابة -  الجزائر
- 1962-1968 : حمراء عنابة -  الجزائر

### المنتخبات
- 1958-1962 : فريق جبهة التحرير الوطني لكرة القدم

## وصلات خارجية
- (بالفرنسية) سيرة اللاعب